# Bradley Pierce
Bradley Michael Pierce (Glendale (Arizona), 23 oktober 1982), is een Amerikaanse acteur, stemacteur en filmproducent. 

## Biografie
Pierce begon in 1990 als jeugdacteur in de televisieserie Timeless Tales from Hallmark. Hierna heeft hij nog meerdere rollen gespeeld in televisieseries en films zoals Beauty and the Beast (1991), Shaky Ground (1992-1993), Sonic the Hedgehog (1993-1994), Jumanji (1995), Down to You (2000) en Return to Never Land (2002). Pierce speelde in de film Jumanji de achtjarige broer van zijn twaalfjarige zus (gespeeld door Kirsten Dunst), maar in werkelijkheid was hij maar zes maanden jonger.
Pierce is in 2005 getrouwd en heeft hieruit twee zonen (2005 en 2008).

## Prijzen
- 1991 Young Artist Award in de categorie Beste Jonge Acteur in een Tv-Film met de film Casey’s Gift: For Love of a Child – genomineerd.
- 1995 Young Artist Award in de categorie Beste Optreden door een Jonge Acteur in een Tv-Film met de film Ride with the Wind – genomineerd.
- 1996 Saturn Award in de categorie Beste Optreden door een Jonge Acteur met de film Jumanji – genomineerd.
- 1998 Young Artist Award in de categorie Beste Optreden in een Televisieserie met de televisieserie Touched by an Angel – genomineerd.
- 1998 Young Artist Award in de categorie Beste Optreden in een Film met de film Doom Runners – genomineerd.
- 1999 Young Artist Award in de categorie Beste Optreden in een Film met de film The Borrowers – genomineerd.

## Filmografie

### Films
Uitgezonderd korte films.
- 2018 Deacon - als Linus Carter
- 2015 Up in Smoke - als Adam
- 2008 Bachelor Party 2: The Last Temptation – als stem
- 2002 Neko no ongaeshi – als stem
- 2002 Return to Never Land – als Nibs (stem) – (animatiefilm)
- 2000 Down to You – als Ricky James
- 1997 Doom runners – als Adam
- 1997 The Borrowers – als Peter Lender
- 1997 Journey Beneath the Sea – als Boris (stem) – (animatiefilm)
- 1996 Amanda – als middeleeuwse jongen
- 1996 Virtual Oz – als Boris (stem) – (animatiefilm)
- 1996 Toto Lost in New York – als Boris (stem) – (animatiefilm)
- 1996 The Nome Prince and the Magic Belt – als Boris (stem) – (animatiefilm)
- 1996 The Siege at Ruby Ridge – als Sammy Weaver
- 1996 The Undercover Kid – als Max Anderson
- 1996 Christmas in Oz – als Boris (stem) – (animatiefilm)
- 1996 Who Stole Santa? – als Boris (stem) – (animatiefilm)
- 1995 Jumanji – als Peter Shepherd
- 1995 Mickey: Reelin' Through the Years – als ??
- 1994 Cries from the Heart – als Michael
- 1994 Ride with the Wind – als Danny Barnes
- 1994 Children of the Dark – als kleine jongen
- 1994 Dead Man’s Revenge – als jonge Tom Hatcher
- 1994 The Yarn Princess – als Joshua Thomas
- 1993 Man's Best Friend – als Chet
- 1992 Chaplin – als Sydney Chaplin op achtjarige leeftijd
- 1992 Kurenai no buta – als jongen
- 1991 Beauty and the Beast – als Chip (stem)
- 1990 Cartel – als Tommy
- 1990 Too Young to Die? – als Web

### Televisieseries
Uitgezonderd eenmalige gastrollen.
- 2000 The Wild Thornberrys – als Shango (stem) – 2 afl.
- 1996 The Oz Kids – als Boris (stem) - ? afl.
- 1993 – 1994 Sonic the Hedgehog – als Miles Prower (stem) – 26 afl.
- 1992 – 1994 The Little Mermaid – diverse stemmen – 4 afl.
- 1992 – 1993 Shaky Ground – als Dylan Moody – 17 afl.
- 1990 – 1991 Days of our Lives -als Andrew Shawn Donovan - ? afl.

### Computerspellen
- 2014 The LEGO Movie Videogame - als bad cop / good cop
- 2007 Kingdom Hearts II: Final Mix+ – als stem
- 2005 Kingdom Hearts II – als stem
- 2005 American Wasteland – als stem

### Filmproducent
- 2018 Deacon - film
- 2016 Blind - korte film
- 2015 Andy the Android Dick - televisieserie - 8 afl.
- 2015 Finding Forty-Eight - korte film

- International Standard Name Identifier: 0000 0000 4199 2692
- Library of Congress Control Number: no97016367
- Virtual International Authority File: 68532491
- WorldCat: E39PBJd8d6M7XJdb7KPfyk83cP